# Pronolagus randensis
A Lebre-vermelha-de-Jameson (Pronolagus randensis) é um leporídeo do sul da África.